# Buzz Bin
Buzz Bin — категория музыкальных клипов начинающих артистов и групп, которых музыкальный телеканал MTV посчитал достойными внимания, «ультрасовременными» или «завтрашними большими звёздами». Выбранные видео получали широкую ротацию на канале, а также показывались в специальных рекламных роликах, освещающих последние подборки Buzz Bin и получивших название Buzz Clips.
Категория Buzz Bin появилась в 1987 году и выделяла артистов и группы различных музыкальных жанров, большинство из которых относилось к альтернативном року. Многие торговые издания музыкальной индустрии отмечали прямое влияние Buzz Bin на продажи альбомов. Некоторые источники утверждали, что более 75 % отобранных исполнителей впоследствии получили «золотые» (или более престижные) награды RIAA. В 1992 году The New York Times отметила позитивный эффект от «ярлыка» Buzz Bin, выраженный в увеличении продаж и создании хитовых песен, а в Entertainment Weekly его назвали «лучшим другом альтернативного рока».
Категория Buzz Bin прекратила существование в 2004 году. Её «преемниками» стали проекты «Discover and Download» на MTV и «You Oughta Know» на VH1.
MTV выпустили два компакт-диска с песнями Buzz Bin на Mammoth Records.

## Музыканты, представленные в Buzz Bin

### #
- 10,000 Maniacs
- 311 (группа)
- 3rd Bass
- 50 Cent

### A
- AFI
- Агилера, Кристина
- Эйкон
- The Alarm
- Alice in Chains
- Alien Ant Farm
- The All-American Rejects
- Amerie
- Эймос, Тори
- Саншайн Андерсон
- Aнди Прибой
- Эппл, Фиона
- Арчер, Тэсмин
- Arrested Development (группа)
- At the Drive-In
- The Ataris
- Audioslave
- Aztec Camera

### В
- The B-52s
- Баду, Эрика
- BBMak
- Beastie Boys
- Бек (музыкант)
- Белью, Эдриан
- Belly
- Беннетт, Тони
- Better Than Ezra
- Big Audio Dynamite
- Bingoboys
- Бьорк
- The Black Eyed Peas
- Blind Melon
- The Blue Nile
- Blur
- Трейси Бонэм
- Brand New
- The Brand New Heavies
- The Brandos
- The Breeders
- Eddie Brickell & New Bohemians
- Buckcherry
- Бакли, Джефф
- Джо Бадден
- Bush
- Буш, Кейт

### С
- Cake (группа)
- The Call
- Camouflage
- Camper Van Beethoven
- Cam'ron
- The Cardigans
- Карлтон, Ванесса
- The Charlatans
- The Chemical Brothers
- Черри, Нене
- Toni Childs
- Chingy
- The Church
- CIV
- Coheed and Cambria
- Cold (группа)
- Coldplay
- Коллинз, Эдвин
- Common
- Concrete Blonde
- Коуп, Джулиан
- Cornershop
- Коста, Никка
- Элвис Костелло
- Counting Crows
- Cowboy Junkies
- Cracker
- The Cranberries
- Crash Test Dummies
- The Cure
- Mark Curry
- Cypress Hill

### D
- Ди Энджело
- Д’Арби, Теренс Трент
- Daddy Freddy
- Daft Punk
- The Dandy Warhols
- Danzig
- The Darkness
- Dashboard Confessional
- Dave Matthews Band
- Дэвид, Крейг
- Хоуи Дэй
- De La Soul
- Deep Forest
- Definition of Sound
- Deftones
- Depeche Mode
- Deus (группа)
- Дайдо
- Dig
- Digable Planets
- Dinosaur Jr.
- Disturbed
- Divinyls
- DNA
- Фефе Добсон
- Dog's Eye View
- Томас Долби
- The Donnas
- Drivin N Cryin
- Drowning Pool
- Дилан, Боб
- Ms. Dynamite

### Е
- Eels
- Elastica
- Elephant Man
- Эллиотт, Мисси
- EMF (группа)
- Эминем
- Enigma (музыкальный проект)
- Erasure
- Evanescence
- Эванс, Фейт
- Ив (певица)
- Eve 6
- Everclear

### F
- Fabolous
- Faith No More
- The Farm
- Фэррис, Дионн
- Fastball
- Fatboy Slim
- Ферри, Брайан
- Filter
- The Flaming Lips
- Flesh For Lulu
- Folk Implosion
- Foo Fighters
- Forest for the Trees
- Fountains of Wayne
- Franz Ferdinand
- Freestylers
- Frente
- Fuel

### G
- Garbage
- Gene Loves Jezebel
- Gin Blossoms
- Гинзберг, Аллен
- Крестные отцы
- Godsmack
- Goo Goo Dolls
- Gorillaz
- Грэй, Дэвид (музыкант)
- Мэйси Грэй
- Green Day
- Guadalcanal Diary

### H
- Hanson
- Happy Mondays
- Helmet
- Robyn Hitchkock and the Egyptians
- The Hives
- Hole
- Hoodoo Gurus
- Hot Boys
- The House of Love
- Hunters & Collectors

### I
- Иглесиас, Энрике
- Имбрулья, Натали
- Incubus
- Индиа Ари
- Indigo Girls

### J
- James
- Jane’s Addiction
- Jellyfish
- The Jesus and Mary Chain
- Jesus Jones
- Jimmie's Chicken Shack
- Jimmy Eat World
- Джонс, Нора
- Junior Senior
- Jurassic 5
- Junkie XL

### К
- Келис
- Киз, Алиша
- Кид Рок
- Kina
- King's X
- Kittie
- The KLF
- Кравиц, Ленни

### L
- The La’s
- LaTour
- Лавин, Аврил
- Lemonheads
- Len (группа)
- Леннон, Джулиан
- Letters To Cleo
- Гленн Льюис
- Lightning Seeds
- Лил Джон
- Lil Scrappy
- Limp Bizkit
- Linkin Park
- Live (группа)
- Living Colour
- The Lo Fidelity Allstars
- Лоб, Лиза
- Лопес, Дженнифер
- Monie Love
- Love and Rockets
- Lusy Pearl
- Лурман, Баз
- Кевин Литтл

### M
- Мэрилин Мэнсон
- Ziggy Marley and the Melody Makers
- Maroon 5
- Мартин, Рики
- Мейер, Джон
- Mazzy Star
- Маклахлан, Сара
- Men Without Hats
- M.I.A.
- Midnight Oil
- The Mighty Lemon Drops
- The Mighty Mighty Bosstones
- The Mission
- Моби
- Мориссетт, Аланис
- Моррисси
- Моулд, Боб
- Mudvayne
- Мерфи, Питер
- Musiq

### N
- Nada Surf
- Bif Naked
- Ned’s Atomic Dustbin
- New Found Glory
- New Order
- New Radicals
- Nine Inch Nails
- Nirvana
- No Doubt

### О
- Oasis
- О’Коннор, Шинейд
- The Offspring
- Orgy
- Осборн, Джоан
- Outkast

### P
- P.O.D.
- Papa Roach
- Pearl Jam
- Фэр, Лиз
- Уильямс, Фаррелл
- Пинк (певица)
- Pixies
- P.M. Dawn
- Игги Поп
- Porno for Pyros
- Portishead
- Powerman 5000
- The Presidents of the United States of America
- Primal Scream
- Primitive Radio Gods
- The Primitives
- The Prodigy
- The Psychedelic Furs
- Public Image Ltd

### Q
- Финли Куэй

### R
- R.E.M.
- Radiohead
- Rage Against the Machine
- Rammstein
- Rancid
- Ranking Roger
- Red Hot Chili Peppers
- Рид, Лу
- Reef
- The Refreshments
- The Rembrandts
- The Rentals
- The Replacements
- Res
- Баста Раймс
- The Robert Rawson Duet
- Rocket From the Crypt
- The Roots (группа)

### S
- Scarface
- Скотт, Джилл
- The Screaming Blue Messiahs
- Screaming Trees
- Seal
- Сермон, Эрик, Redman и Кит Мюррей
- Semisonic
- Shakespears Sister
- Шакира
- Shudder to Think
- Silverchair
- Simple Minds
- Siouxsie and the Banshees
- The Smashing Pumpkins
- Смит, Патти
- The Smithereens
- The Smiths
- Jill Sobule
- Social Distortion
- Sonic Youth
- Soul Asylum
- Soundgarden
- The Soup Dragons
- Space Monkeys
- Spacehog
- Spearhead
- Sponge
- Squirrel Nut Zippers
- Stabbing Westward
- Stardust
- Static-X
- Staind
- Stereo MC’s
- Stone Temple Pilots
- Story of the Year
- Stroke 9
- The Strokes
- Sublime
- Sugar Ray
- The Sugarcubes
- The Sundays
- Superdrag
- Matthew Sweet
- System of a Down

### T
- Taproot
- Teenage Fanclub
- Temple of the Dog
- Terror Squad (группа)
- They Might Be Giants
- Карл Томас
- Thunder
- Thursday
- Toad the Wet Sprocket
- The Toadies
- The Tomato Can Experience
- Tool
- Travis
- Trik Turner
- Tripping Daisy
- Triumph the Insult Comic Dog
- Trust Company
- Tweet
- Twiztid

### U
- U2
- Urban Dance Squad
- Urge Overkill
- Us3
- Utah Saints[англ.]

### V
- Veruca Salt
- The Verve
- The Verve Pipe
- The Vines

### W
- The Wallflowers
- Уотерс, Кристал
- Wax
- Weezer
- Уэст, Канье
- The White Stripes
- White Trash
- White Zombie
- Уильямс, Робби
- Wire
- Andrew W.K.
- World Party

### X
- XTC (группа)

### Y
- Yeah Yeah Yeahs
- Йорн, Пит

## Внешние ссылки
- EW Review 'MTV's Best of the Buzz Bin'